# Copa Sevilla 2012
Il Copa Sevilla 2012 è stato un torneo professionistico di tennis maschile giocato sulla terra gialla. È stata la 22ª edizione del torneo, facente parte dell'ATP Challenger Tour nell'ambito dell'ATP Challenger Tour 2012. Si è giocato a Siviglia in Spagna dal 10 al 16 settembre 2012.

## Partecipanti

### Teste di serie
| Nazionalità | Giocatore             | Ranking* | Testa di serie |
| ----------- | --------------------- | -------- | -------------- |
| Spagna      | Roberto Bautista Agut | 93       | 1              |
| Spagna      | Daniel Gimeno Traver  | 96       | 2              |
| Argentina   | Federico Delbonis     | 130      | 3              |
| Portogallo  | Rui Machado           | 131      | 4              |
| Spagna      | Íñigo Cervantes       | 146      | 5              |
| Spagna      | Tommy Robredo         | 178      | 6              |
| Spagna      | Javier Martí          | 180      | 7              |
| Francia     | Nicolas Devilder      | 196      | 8              |

- 1 Ranking al 27 agosto 2012.

### Altri partecipanti
Giocatori che hanno ricevuto una wild card:
- David Vega Hernández
- Mario Vilella Martínez
- Agustín Boje-Ordóñez
- Tommy Robredo

Giocatori che hanno ricevuto un entry come alternate:
- Tarō Daniel

Giocatori che sono passati dalle qualificazioni:
- David Estruch
- David Pérez Sanz
- Ricardo Rodríguez
- Nick van der Meer

## Campioni

### Singolare
- Daniel Gimeno Traver ha battuto in finale  Tommy Robredo con il punteggio di 6–3, 6–2.

### Doppio
- Nikola Ćirić /  Boris Pašanski hanno battuto in finale  Stephan Fransen /  Jesse Huta Galung con il punteggio di 5–7, 6–4, [10–6].